# Обломочные горные породы
Обломочные горные породы (также кластические горные породы, кластолиты) — осадочные  породы экзогенного происхождения, которые в основном содержат обломки других горных пород или минералов.

## Образование и состав
Обломочные породы разнообразны по происхождению и способам отложения. Обломки образуются как результат процессов выветривания, вулканизма, тектонической и техногенной активности. Сортировка и скругление обломков связаны с их переносом под воздействием потоков воды, ветра и движения льда.
В обломочных породах встречаются обломки магматических, метаморфических, осадочных и техногенных пород, а также обломки из многих минералов, в том числе кварца, полевого шпата, слюды, амфибол, пироксенов, изредка глауконита. В породах встречаются также и органические остатки — раковины, фрагменты скелетов и стволов деревьев.
Осколки в обломочных породах могут быть скреплены заполнителем-«цементом» («сцементированные» породы), если цемента нет, то породы называются несцементированными («рыхлыми»). По составу цементы бывают кремнёвыми (например, опал, халцедон, кварц), оксидно-железистыми (лимонит, гётит), карбонатными (кальцит, доломит), глинистыми, битуминозными.
Поскольку обломки имеют более древнее происхождение по сравнению с самими породами, их материал подсказывает источники сноса, а гранулометрические параметры помогают определить режим осадкообразования.

## Классификация
Обломочные породы классифицируют по внешним признакам (гранулометрическим и сцементированности): 
Поскольку обломки разных размеров обычно смешаны, выделяют:
- мономиктовые (несмешанные) породы с 90%-ным и выше преобладанием одного типа обломков (примерами являются мономинеральные пески, многие брекчии);
- олигомиктовые (слабосмешанные) с преобладающим компонентом в количестве 75-90 %, (олигомиктовые аргиллитовые и песчаниковые конгломераты);
- мезомиктовые (среднесмешанные) с содержанием преобладающего компонента 50-75 %, (вулканито-седементитовые дресвяники);
- полимиктовые (многокомпонентные, сильносмешанные) породы без преобладающего компонента.

Мономиктовые породы встречаются реже всего, полимиктовые — наиболее часто.
Внутри категорий, сгруппированных по внешнему виду, обломочные породы подразделяются также по компонентному составу, некоторые петрографические типы имеют собственные названия, например аркозы, граувакки.

## Добыча
Обломочные породы заключают в себе полезные ископаемые (например, являясь коллекторами для нефтегазовых месторождений и залежей подземные вод) и разрабатываются сами по себе как строительные материалы (галечники, пески, песчано-гравийные смеси, крепкие конгломераты, брекчии, песчаники), сырьё для производства стройматериалов (кварцевые пески для стекла, алевролиты для цемента, керамзита), формовочного материала в металлургии (пески).
Типы месторождений осколочных пород связаны с особенностями их накопления:
- коллювиальные шлейфы внизу склонов;
- пролювиальные и аллювиальные конусы выноса, созданные течением воды, аллювиальные лентовидные тела вдоль русла реки;
- «моря» пустынных песков в пустынях, созданные ветром;
- пояса в прибойной зоне морей и океанов.